# Grabovac (Čeminac)
Pour les articles homonymes, voir Grabovac.
Grabovac est un village de la municipalité de Čeminac (Comitat d'Osijek-Baranja) en Croatie. Au recensement de 2011, le village comptait 872 habitants.